# Éditions Tammi
Les Éditions Tammi sont un éditeur finlandais fondé en 1943 à l'initiative de Väinö Tanner, dirigeant du Parti social-démocrate de Finlande. 

## Historique
La société Kirjayhtymä Oy fondée le 25 juillet 1958 à Helsinki fusionne le 31 décembre 1999 avec les éditions Tammi. 
En 1996 la société est achetée par Bonnier  formant le troisième éditeur de livres finlandais.

## Collections
Sa collection Keltainen kirjasto (Bibliothèque jaune), publiant depuis 1954, est réputée pour sa littérature de qualité et publie de nombreux auteurs ayant reçu le Prix Nobel de littérature parmi lesquels Günter Grass, Orhan Pamuk, James Joyce, Italo Calvino, Paul Auster, Antonio Muñoz Molina, Jose Saramago, Sarah Waters, Haruki Murakami et Alice Munro.
Parmi les auteurs finlandais édités par Tammi citons Leena Lehtolainen, Kaari Utrio, Sinikka Nopola et Tiina Nopola, Timo Parvela, Hannu Mäkelä, Jari Järvelä, Pirjo Tuominen, Kalle Isokallio, Markku Pääskynen, Jyrki Kiiskinen et Anna Kortelainen.